# Natálie Jurijevna Sedlecká
Natálie Jurijevna Sedlecká (* 20. června 1987) je ukrajinská novinářka známá vyšetřováním korupčních afér ukrajinských politiků a úředníků a moderátorka prvního národního televizního kanálu UA:Peršyj.

## Biografie
Natálie Sedlecká vyrostla v Kyjevě. Na Institutu žurnalistiky Národní univerzity Tarase Ševčenka v Kyjevě získala magisterský titul v oboru televizní žurnalistiky.
V roce 2009 začala pracovat v televizi TVi jako investigativní novinářka pro pořad Výkřičník (Знак оклику). V letech 2012-2013 byla autorkou a moderátorkou prestižního investigativního pořadu o veřejných zakázkách Tender News.
Od roku 2012 je členem Východoevropského a středoasijského centra pro investigativní žurnalistiku (OCCRP). Je členem kyjevské pobočky Global Shapers Community (WEF).
V roce 2012 reprezentovala Ukrajinu v týmu mladých novinářů na Mezinárodní protikorupční konferenci (IACC) v Brazílii.
V roce 2013, po skandální změně vedení a majitele televize, dala spolu s většinou zaměstnanců TVi výpověď a požádala o stipendium Václava Havla. Vyhrála výběrové řízení a získala stipendium na akademický rok 2013-2014, které umožňuje novinářům pracovat pod vedením odborníků Rádia Svobodná Evropa a Rádia Svoboda v pražské centrále.
Po útěku prezidenta Viktora Janukovyče z Ukrajiny se aktivně zapojila do projektu YanukovychLeaks.
Na konci stipendia Václava Havla, ke konci jara 2014, dostala Natálie Sedlecká nabídku od ukrajinské verze Rádia Svoboda, aby připravila nový televizní pořad. Tak vznikl koncept pořadu Schémata o politické korupci a zneužívání moci. Koncept byl schválen v Praze, kde sídlí centrála Rádia Svoboda/Rádia Svobodná Evropa. Pořad Schémata byl poprvé odvysílán 17. července 2014 na UA:Peršyj (ve spolupráci s Rádiem Svoboda).
V roce 2015 se Sedlecká jako skrytý novinář podílela na vzniku investigativního dokumentu From Russia With Cash britské televize Channel 4. Film se zaměřil na praní nelegálně vydělaných peněz ve Velké Británii prostřednictvím nákupu luxusních nemovitostí na jméno anonymních offshoreových společností. Film vyvolal značný ohlas v britské politice.
Dne 4. září 2018 vyšlo najevo, že Pečerský okresní soud v Kyjevě umožnil vyšetřovateli Generální prokuratury přístup k telefonním hovorům Natálie Sedlecké, SMS zprávám a informacím o jejím pobytu za předchozích 17 měsíců. Redakce Rádia Svoboda vyjádřila nad tímto rozhodnutím soudu rozhořčení. Zpravodaj PACE pro svobodu sdělovacích prostředků a bezpečnost novinářů George Foulkes vyzval ukrajinské orgány, aby novinářce Sedlecké zaručily důvěrnost zdrojů.
Kromě televizní investigace je Natálie Sedlecká autorkou řady publikací v ukrajinských i zahraničních médiích.

### Případ ohledně ochrany zdrojů u ESLP
Dne 27. srpna 2018 udělil Pečerský soud v Kyjevě vyšetřovatelům PGO povolení získat od operátora informace z mobilního telefonu Sedlecké (geolokace, SMS a hovory) v případě možného zveřejnění údajů z přípravného řízení ředitelem NABU Artěmem Sytnykem. Rozhodnutí se týkalo údajů za období od července 2016 do listopadu 2017.
Dne 18. září 2018 kyjevský odvolací soud částečně vyhověl odvolání advokátů Sedlecké, zrušil předchozí rozhodnutí a omezil údaje, které mohl vyšetřovatel z mobilního telefonu získat. Bylo mu povoleno získat: historii geolokace v rámci určitých základnových stanic v blízkosti NABU.
Sedletska podala stížnost k ESLP, v níž žádala, aby PGO přestal tyto informace shromažďovat, a v listopadu se soud případem začal zabývat. Dne 19. září 2018 soud nařídil ukrajinským orgánům, aby se zdržely přístupu k jakýmkoli údajům z novinářčina telefonu. V říjnu 2018 ESLP vyšetřovatelům na dobu neurčitou zakázal získávat údaje z mobilních telefonů Sedlecké.
Dne 1. dubna 2021 Evropský soud pro lidská práva Sedlecké stížnosti vyhověl. Soud shledal, že vláda svým jednáním ohrozila prozrazení Sedleckých zdrojů, které vedou protikorupční vyšetřování, a tím porušila článek 10 Úmluvy o ochraně lidských práv (svoboda projevu). Soudci ESLP rozhodli ve prospěch novináře jednomyslně.

## Ocenění
- 2012 — První místo v otevřené soutěži investigativní žurnalistiky o zneužívání veřejných zakázek na úkor místních rozpočtů, kterou uspořádalo Centrum pro politická studia a analýzy; vítězem se stala reportáž o podvodech na ministerstvu školství a vědy.[15]
- 2012 — Druhé místo v soutěži investigativní žurnalistiky pořádané deníkem Ukrajinska pravda a velvyslanectvím USA na Ukrajině za reportáž o podvodech na ministerstvu školství a vědy.[16]
- 2013 — Vítěz třetího ročníku ukrajinské mediální ceny "Za profesionální etiku" udělované nevládní organizací "Telekritika".
- 2016 — Držitel ceny Oleksandra Kryvenka za vynikající žurnalistiku.[4]
- 2017 — Vítěz ceny Světlo spravedlnosti.[17] .